# 沢海 (新潟市)
沢海（そうみ）は、新潟県新潟市江南区の町字。現行行政地名は沢海一丁目から沢海三丁目と大字沢海。住居表示は一丁目から三丁目が実施済み区域、大字が未実施区域。郵便番号は950-0205。

## 概要
1901年（明治34年）から現在までの大字で、阿賀野川と小阿賀野川の分流点付近に位置する。江戸時代から1901年（明治34年）までにあった沢海村の区域の一部。
明治時代になって急速に成長した大地主伊藤家の邸宅である北方文化博物館が開設されている。

### 隣接する町字
北から東回り順に、以下の町字と隣接する。
- 木津
- 阿賀野市下黒瀬
- 阿賀野市窪川原
- 阿賀野市京ケ島
- 阿賀野市小川原
- 阿賀野市京ヶ瀬工業団地
- 阿賀野市下里
- 秋葉区満願寺

※小阿賀野川を挟んで秋葉区七日町と隣接。

## 歴史

### 分立した町字
1901年（明治34年）以後に、以下の町字が分立。
阿賀野（あがの）
沢海から分立した町字。

### 年表
- 1901年（明治34年）11月1日 : 合併により横越村の大字となる。
- 1909年（明治42年） : 大火により、家屋48棟が全焼。3棟が半焼する。
- 1934年（昭和9年） : 耕地整理を実施する。
- 1979年（昭和54年） : 焼山集落開発センターが設置される。
- 1996年（平成8年）11月1日 : 横越村が町制施行したため、横越町の大字となる。
- 2005年（平成17年）10月10日 : 合併により新潟市の大字となる。
- 2007年（平成19年）4月1日 : 新潟市の政令指定都市移行により、江南区の大字となる。

## 世帯数と人口
2018年（平成30年）1月31日現在の世帯数と人口は以下の通りである。
| 丁目       | 世帯数  | 人口  |
| ---------- | ------- | ----- |
| 沢海一丁目 | 96世帯  | 258人 |
| 沢海二丁目 | 107世帯 | 290人 |
| 沢海三丁目 | 106世帯 | 310人 |
| 計         | 309世帯 | 858人 |

## 小・中学校の学区
市立小・中学校に通う場合、学区は以下の通りとなる。
| 大字・丁目 | 番地 | 小学校             | 中学校             |
| ---------- | ---- | ------------------ | ------------------ |
| 沢海       | 全域 | 新潟市立横越小学校 | 新潟市立横越中学校 |
| 沢海一丁目 | 全域 | 新潟市立横越小学校 | 新潟市立横越中学校 |
| 沢海二丁目 | 全域 | 新潟市立横越小学校 | 新潟市立横越中学校 |
| 沢海三丁目 | 全域 | 新潟市立横越小学校 | 新潟市立横越中学校 |

## 出身者
- 目黒三策（初代音楽之友社社長）

## 観光・施設
- 北方文化博物館
- 大栄寺
- 光圓寺
- 阿賀野川床固め公園
- 沢海郵便局

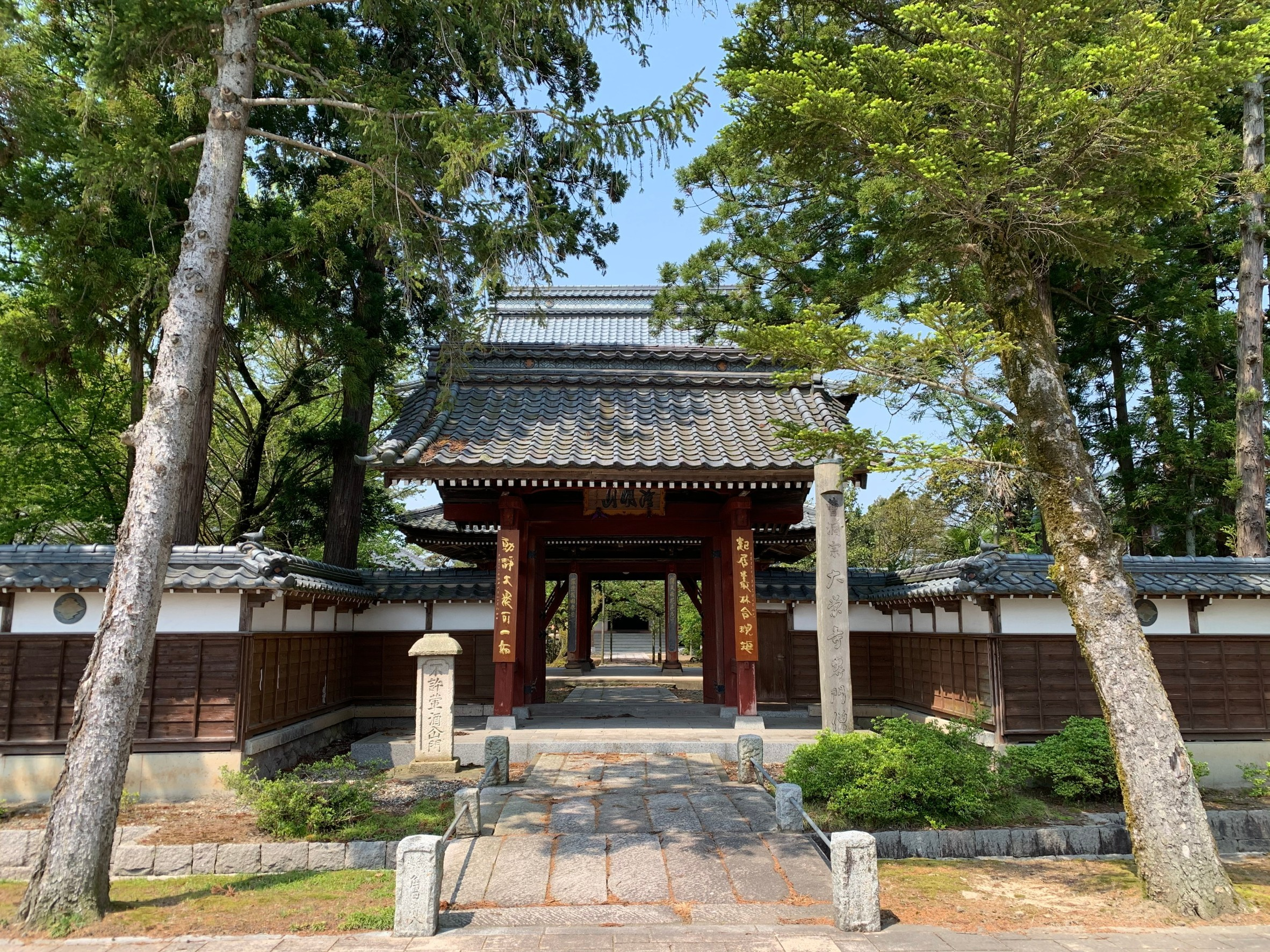
大栄寺。沢海藩主溝口家の菩提寺である[7]。
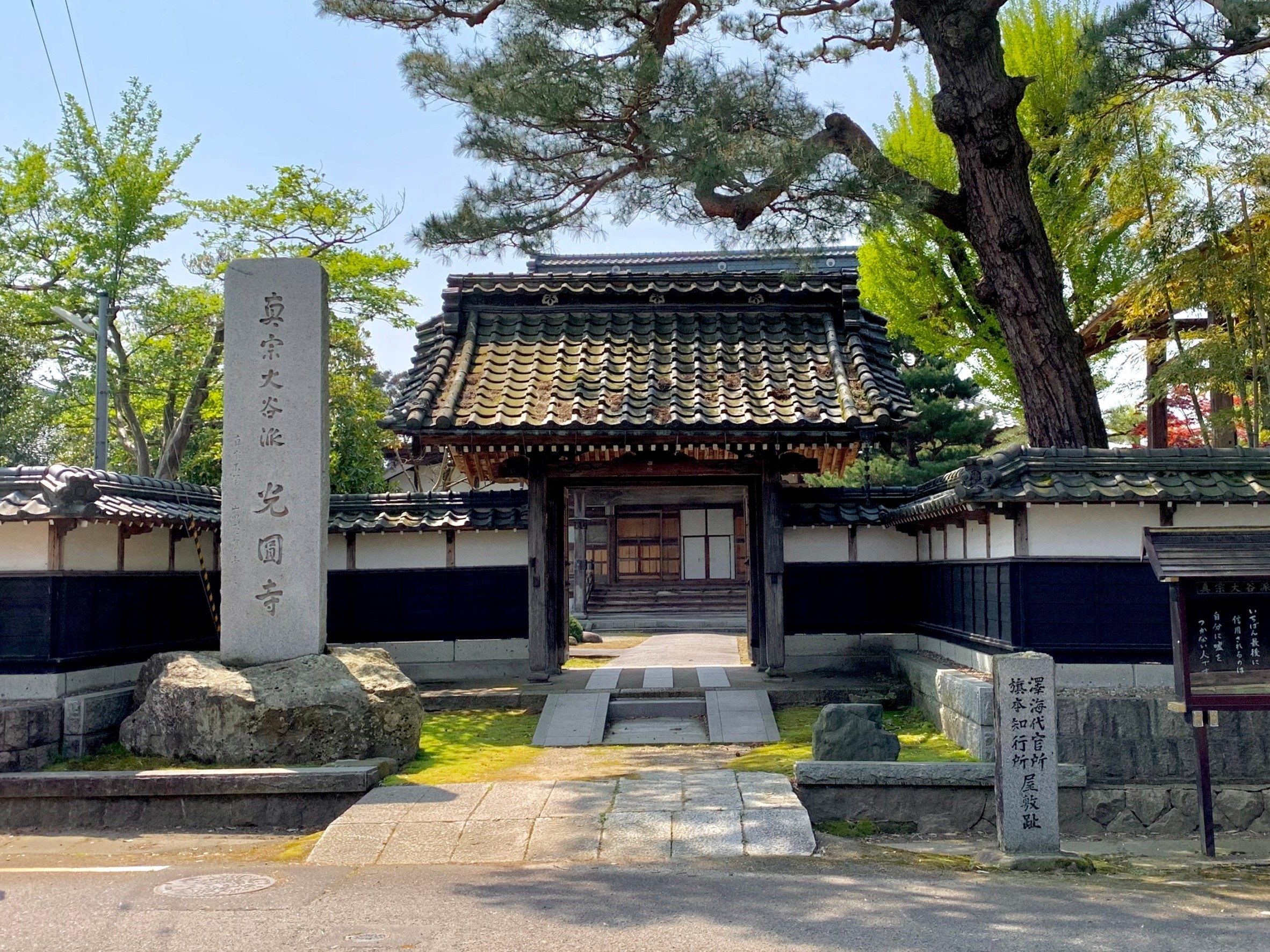
光圓寺。沢海藩廃藩後に出雲崎代官所の出張陣屋や旗本小浜氏の知行所がここに置かれていた[8]。
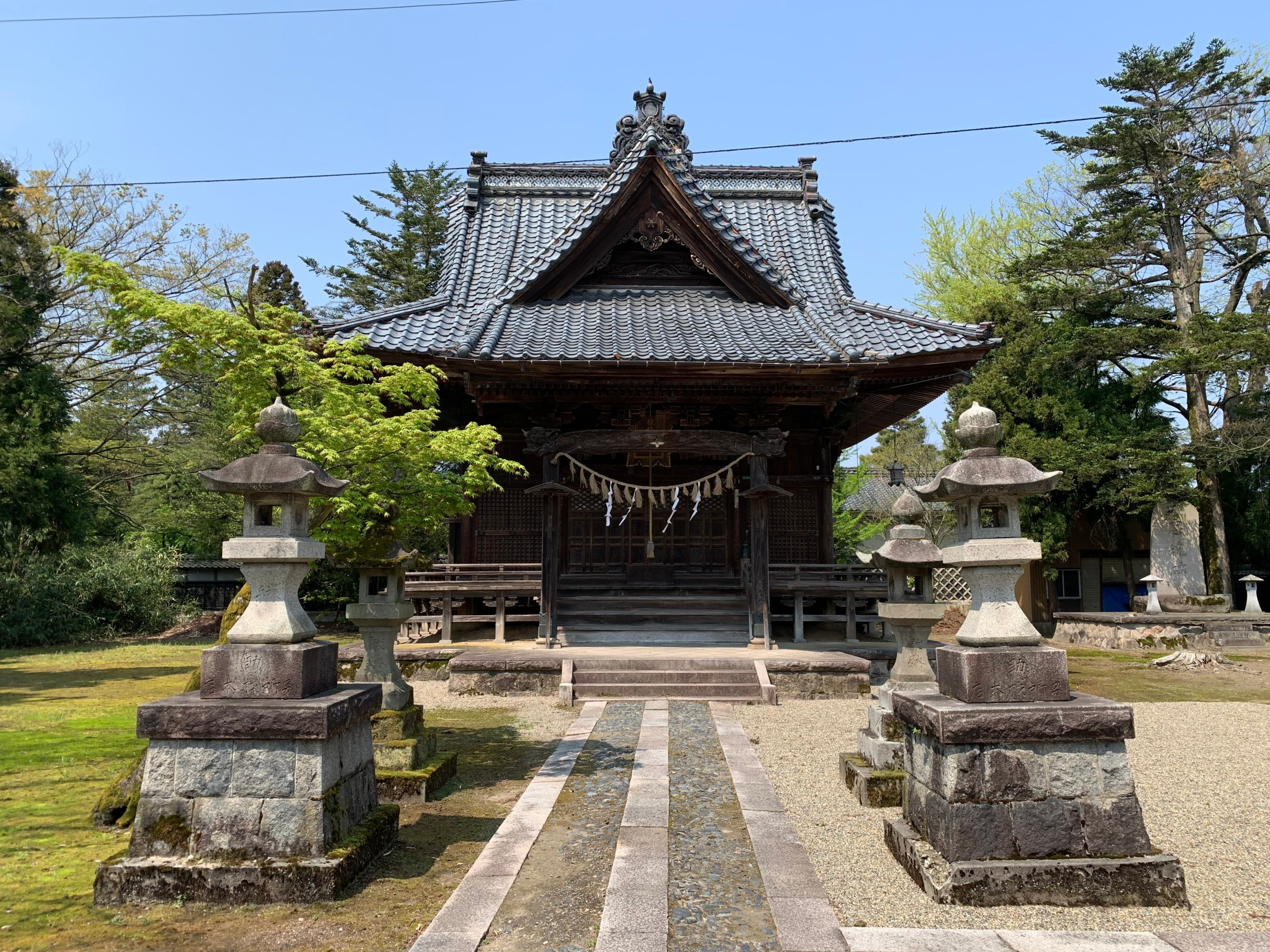
日枝神社
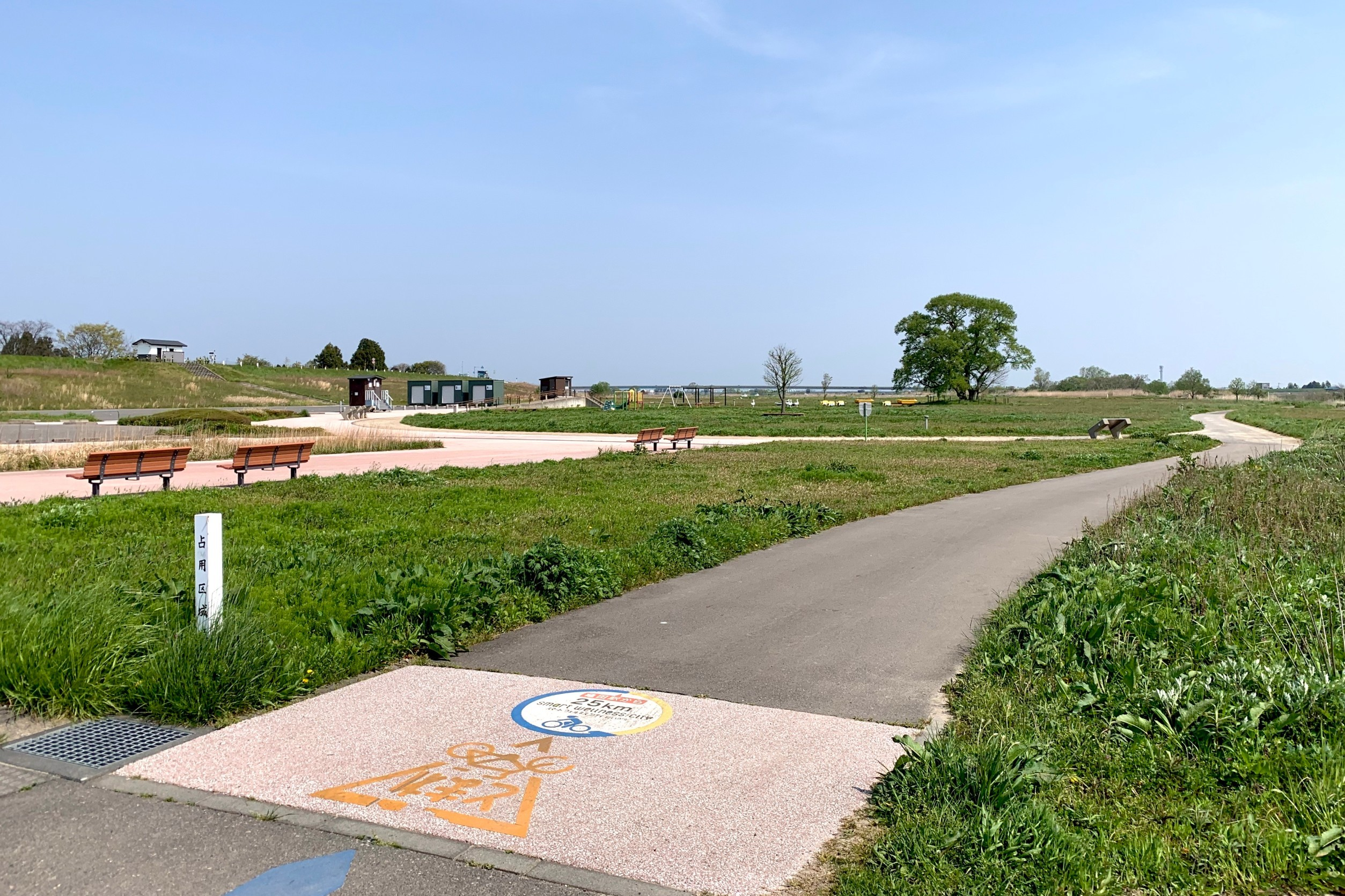
阿賀野川床固め公園。サイクリングロードが整備されている[9]。
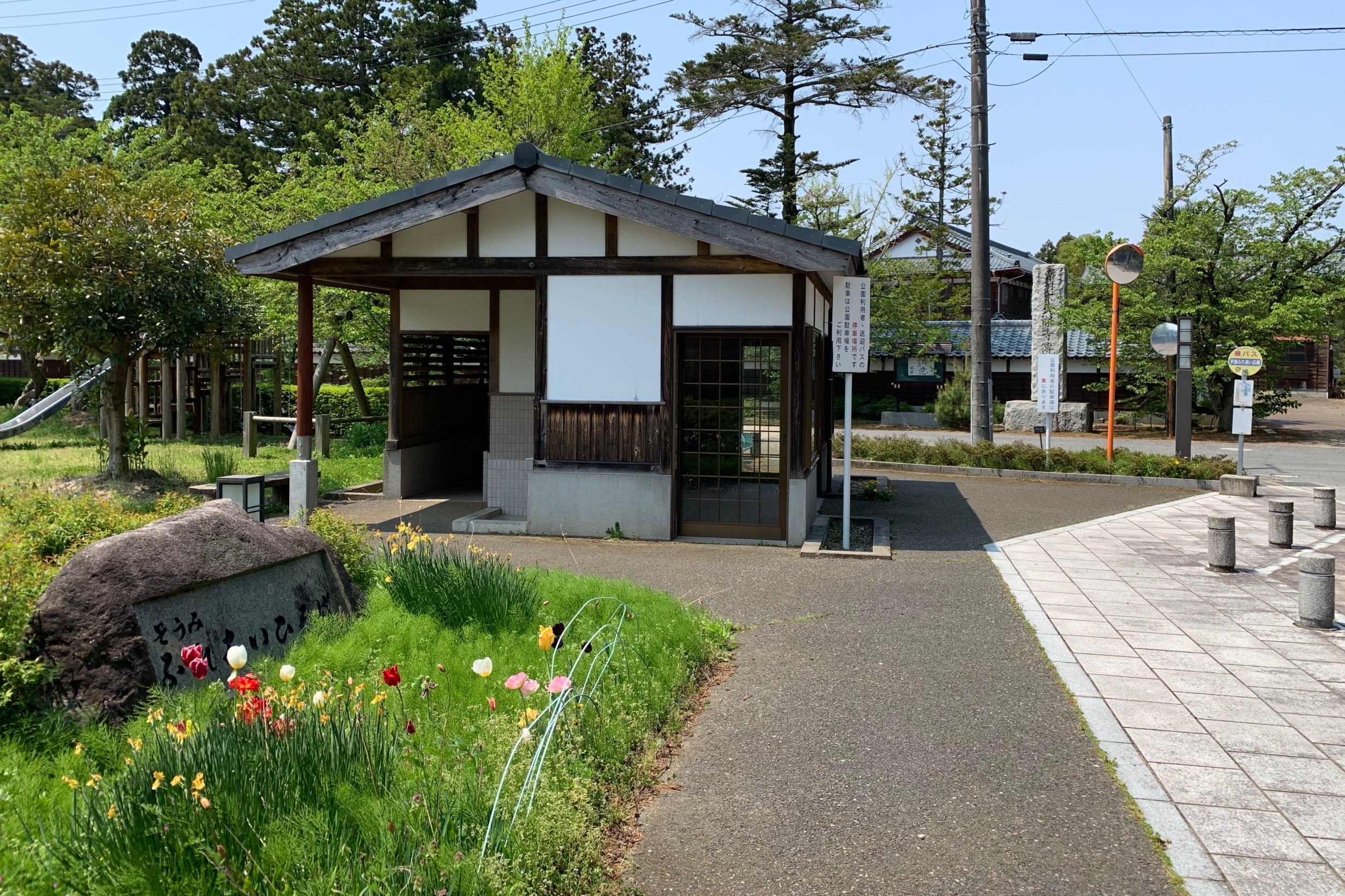
沢海ふれあい公園

## 交通

### 道路
- 新潟県道17号新潟村松三川線
- 新潟県道247号沢海酒屋線

### バス
- 新潟交通観光バス S9 亀田・横越線
- コミュニティバス「横バス」